# Méallet
Méallet est une commune française située dans le département du Cantal, en région Auvergne-Rhône-Alpes.
Ses habitants sont appelés les Méallétois et les Méallétoises.

## Géographie
La commune est bordée au nord-ouest par la Sumène, et par ses affluents, le Marilhou au nord et à l'est, et le Mars à l'ouest.

### Climat
Pour des articles plus généraux, voir Climat d'Auvergne-Rhône-Alpes et Climat du Cantal.
En 2010, le climat de la commune est de type climat de montagne, selon une étude du CNRS s'appuyant sur une série de données couvrant la période 1971-2000. En 2020, Météo-France publie une typologie des climats de la France métropolitaine dans laquelle la commune est exposée à un climat de montagne ou de marges de montagne et est dans la région climatique  Ouest et nord-ouest du Massif Central, caractérisée par une pluviométrie annuelle de 900 à 1 500 mm, maximale en automne et en hiver. 
Pour la période 1971-2000, la température annuelle moyenne est de 9,3 °C, avec une amplitude thermique annuelle de 15 °C. Le cumul annuel moyen de précipitations est de 1 375 mm, avec 12,9 jours de précipitations en janvier et 8,6 jours en juillet. Pour la période 1991-2020, la température moyenne annuelle observée sur la station météorologique de Météo-France la plus proche, sur la commune de Saignes à 10 km à vol d'oiseau, est de 11,3 °C et le cumul annuel moyen de précipitations est de 987,0 mm,. Pour l'avenir, les paramètres climatiques de la commune estimés pour 2050 selon différents scénarios d'émission de gaz à effet de serre sont consultables sur un site dédié publié par Météo-France en novembre 2022.

## Urbanisme

### Typologie
Au 1er janvier 2024, Méallet est catégorisée commune rurale à habitat très dispersé, selon la nouvelle grille communale de densité à 7 niveaux définie par l'Insee en 2022.
Elle est située hors unité urbaine. Par ailleurs la commune fait partie de l'aire d'attraction de Mauriac, dont elle est une commune de la couronne,. Cette aire, qui regroupe 16 communes, est catégorisée dans les aires de moins de 50 000 habitants,.

### Occupation des sols
L'occupation des sols de la commune, telle qu'elle ressort de la base de données européenne d’occupation biophysique des sols Corine Land Cover (CLC), est marquée par l'importance des territoires agricoles (65 % en 2018), une proportion sensiblement équivalente à celle de 1990 (64,9 %). La répartition détaillée en 2018 est la suivante : 
prairies (54,2 %), forêts (35 %), zones agricoles hétérogènes (10,7 %). L'évolution de l’occupation des sols de la commune et de ses infrastructures peut être observée sur les différentes représentations cartographiques du territoire : la carte de Cassini (XVIIIe siècle), la carte d'état-major (1820-1866) et les cartes ou photos aériennes de l'IGN pour la période actuelle (1950 à aujourd'hui).

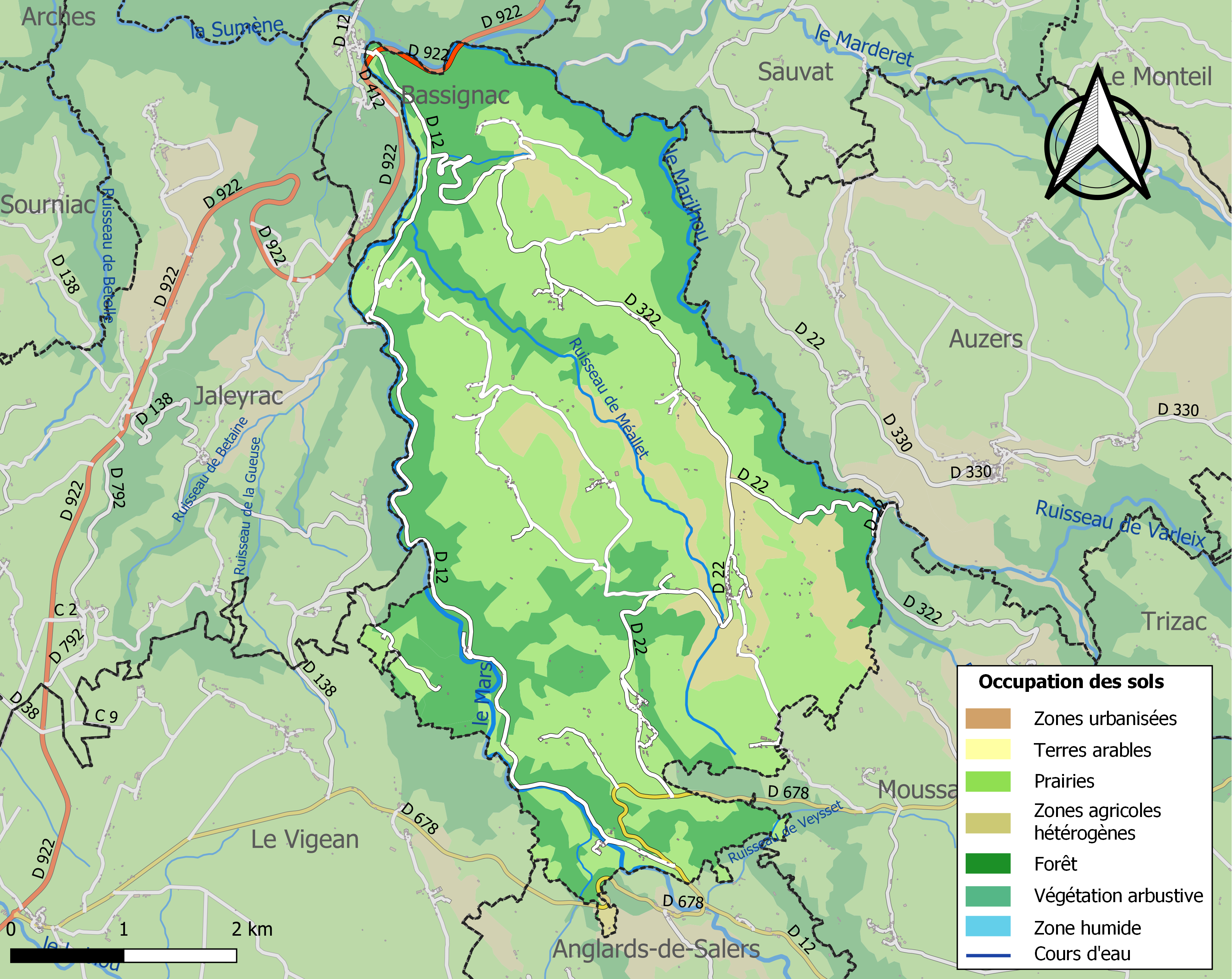
Carte des infrastructures et de l'occupation des sols de la commune en 2018 (CLC).

### Habitat et logement
En 2018, le nombre total de logements dans la commune était de 181, alors qu'il était de 179 en 2013 et de 188 en 2008.
Parmi ces logements, 47,4 % étaient des résidences principales, 38,9 % des résidences secondaires et 13,7 % des logements vacants. Ces logements étaient pour 92,3 % d'entre eux des maisons individuelles et pour 0 % des appartements.
Le tableau ci-dessous présente la typologie des logements à Méallet en 2018 en comparaison avec celle du Cantal et de la France entière. Une caractéristique marquante du parc de logements est ainsi une proportion de résidences secondaires et logements occasionnels (38,9 %) supérieure à celle du département (20,4 %) et à celle de la France entière (9,7 %). Concernant le statut d'occupation de ces logements, 86,5 % des habitants de la commune sont propriétaires de leur logement (83,3 % en 2013), contre 70,4 % pour le Cantal et 57,5 pour la France entière.
| Typologie                                               | Méallet | Cantal | France entière |
| ------------------------------------------------------- | ------- | ------ | -------------- |
| Résidences principales (en %)                           | 47,4    | 67,7   | 82,1           |
| Résidences secondaires et logements occasionnels (en %) | 38,9    | 20,4   | 9,7            |
| Logements vacants (en %)                                | 13,7    | 11,9   | 8,2            |

## Politique et administration

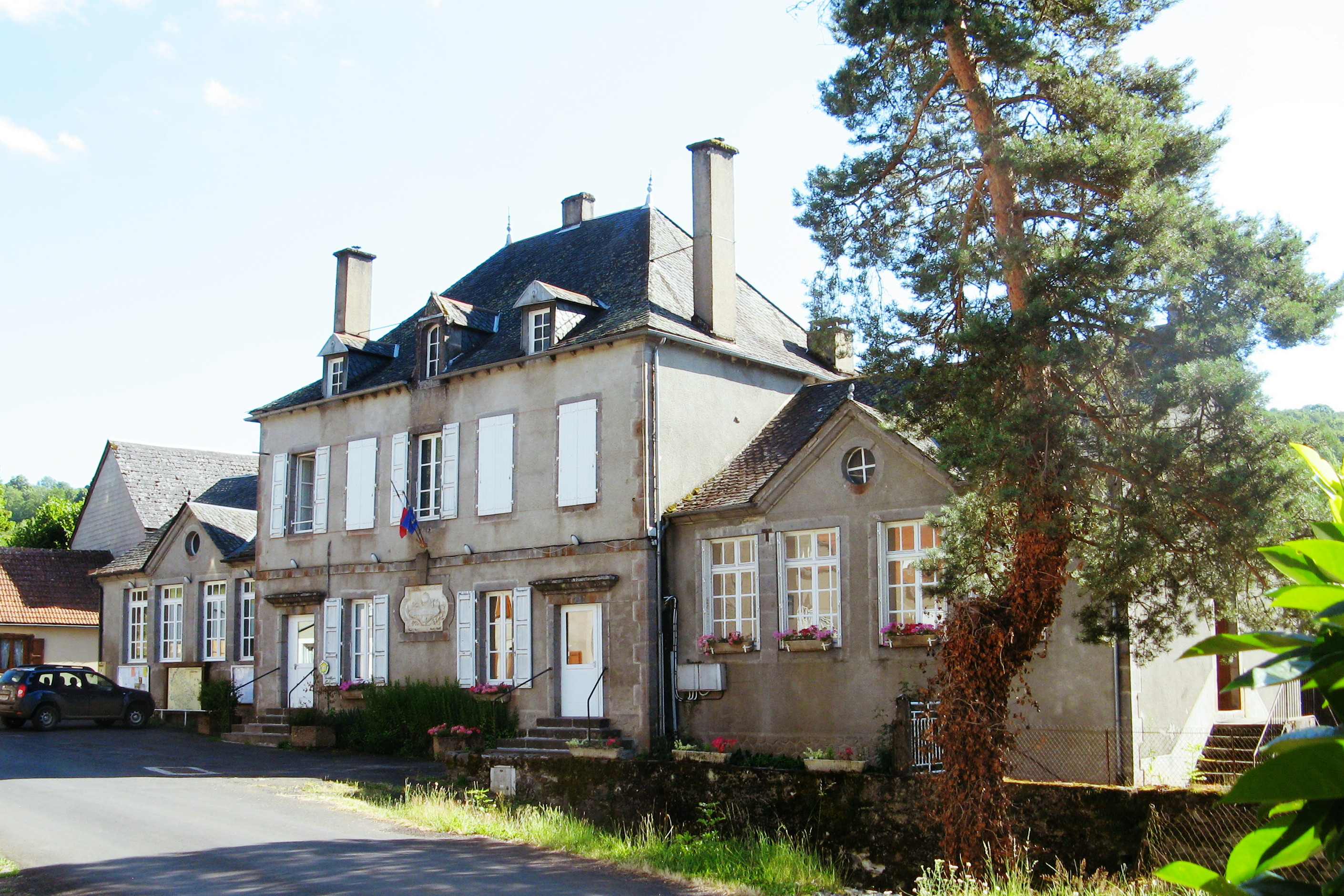
Mairie.

| Période       | Période    | Identité                    | Étiquette | Qualité                          |
| ------------- | ---------- | --------------------------- | --------- | -------------------------------- |
| 1793          | 1799       | Pardoux Mas                 |           |                                  |
| 1799          | 1803       | Jean Forestier              |           |                                  |
| 1803          | 1841       | Joseph Forestier            |           |                                  |
| 1841          | 1848       | Justin Périer               |           |                                  |
| 1848          | 1851       | Antoine Albessard           |           |                                  |
| 1851          | 1852       | Justin Périer               |           |                                  |
| 1852          | 1860       | François Lassaigne          |           |                                  |
| 1860          | 1870       | Pardoux Mas                 |           |                                  |
| 1870          | 1892       | Jean-Baptiste Amédée Périer |           |                                  |
| 1892          | 1904       | Emile Périer                |           |                                  |
| 1904          | 1908       | Antoine Vignal              |           |                                  |
| 1908          | 1929       | Pierre Besson               |           |                                  |
| 1929          | 1937       | Germain Charles             |           |                                  |
| 1937          | 1944       | Jules-Henri Charles         |           |                                  |
| 1944          | 1977       | Charles Magne               |           |                                  |
| 1977          | 1989       | Félix Vignal                |           |                                  |
| 1989          | 2008       | André Chimbault             |           |                                  |
| mars 2008     | avril 2014 | Colette Zevaco              |           |                                  |
| avril 2014    | 2016       | Jean-Pierre Lalo            | DVG       | Retraité de la fonction publique |
| décembre 2016 | juin 2020  | Alain Freyria               |           |                                  |
| mai 2020      | En cours   | Roger Ribaud                |           |                                  |

## Population et société

### Démographie
L'évolution du nombre d'habitants est connue à travers les recensements de la population effectués dans la commune depuis 1793. Pour les communes de moins de 10 000 habitants, une enquête de recensement portant sur toute la population est réalisée tous les cinq ans, les populations de référence des années intermédiaires étant quant à elles estimées par interpolation ou extrapolation. Pour la commune, le premier recensement exhaustif entrant dans le cadre du nouveau dispositif a été réalisé en 2006.

En 2022, la commune comptait 154 habitants, en évolution de −10,98 % par rapport à 2016 (Cantal : −1,08 %, France hors Mayotte : +2,11 %).
| 1793 | 1800 | 1806  | 1821  | 1831  | 1836  | 1841 | 1846  | 1851 |
| ---- | ---- | ----- | ----- | ----- | ----- | ---- | ----- | ---- |
| 994  | 864  | 1 104 | 1 024 | 1 056 | 1 063 | 973  | 1 027 | 992  |

| 1856  | 1861 | 1866 | 1872 | 1876 | 1881 | 1886 | 1891  | 1896 |
| ----- | ---- | ---- | ---- | ---- | ---- | ---- | ----- | ---- |
| 1 039 | 983  | 870  | 829  | 829  | 924  | 926  | 1 020 | 854  |

| 1901 | 1906 | 1911 | 1921 | 1926 | 1931 | 1936 | 1946 | 1954 |
| ---- | ---- | ---- | ---- | ---- | ---- | ---- | ---- | ---- |
| 876  | 909  | 869  | 778  | 784  | 746  | 704  | 517  | 504  |

| 1962 | 1968 | 1975 | 1982 | 1990 | 1999 | 2006 | 2011 | 2016 |
| ---- | ---- | ---- | ---- | ---- | ---- | ---- | ---- | ---- |
| 435  | 379  | 304  | 248  | 185  | 173  | 175  | 166  | 173  |

| 2021 | 2022 | - | - | - | - | - | - | - |
| ---- | ---- | - | - | - | - | - | - | - |
| 157  | 154  | - | - | - | - | - | - | - |

## Culture locale et patrimoine

### Lieux et monuments
- L'église Saint-Georges est construite au XIIe siècle, restaurée au XIVe siècle et des chapelles sont ajoutées aux XIVe et XVe siècles. Le clocher-mur surmontant la façade occidentale est moderne. Cette église est inscrite à l'inventaire des monuments historiques en 1970[18].
- Le château de Montbrun inscrit à l'inventaire des monuments historiques en 1998[19] est à l'origine un château fort sur une éminence qui domine la vallée du Mars. Possédé par une branche de la famille de Montclar, il est reconstruit juste après sa destruction par les Espagnols en 1452. C'était un château considérable pour lequel a été tissée la série de dix tapisseries d'Aubusson commandées en 1586 par Guinot de Montclar et Renée de Chaslus pour leur mariage et qu'on peut voir exposées au château de La Trémolière. Il présentait encore, selon un inventaire de 1683, un donjon carré crénelé et plusieurs tours rondes. Le château qui subsiste est composé d'un corps de logis rectangulaire de trois étages avec, au milieu de la façade, une tour escalier ronde hors œuvre.
- Du château de Courdes, il ne reste plus que des ruines.
- Deux viaducs inscrits en 2006 à l'inventaire des monuments historiques se situent partiellement sur la commune : le viaduc de la Sumène[20] et le viaduc du Mars[21] construits en 1893 pour la ligne de chemin de fer de Bourges à Miécaze.

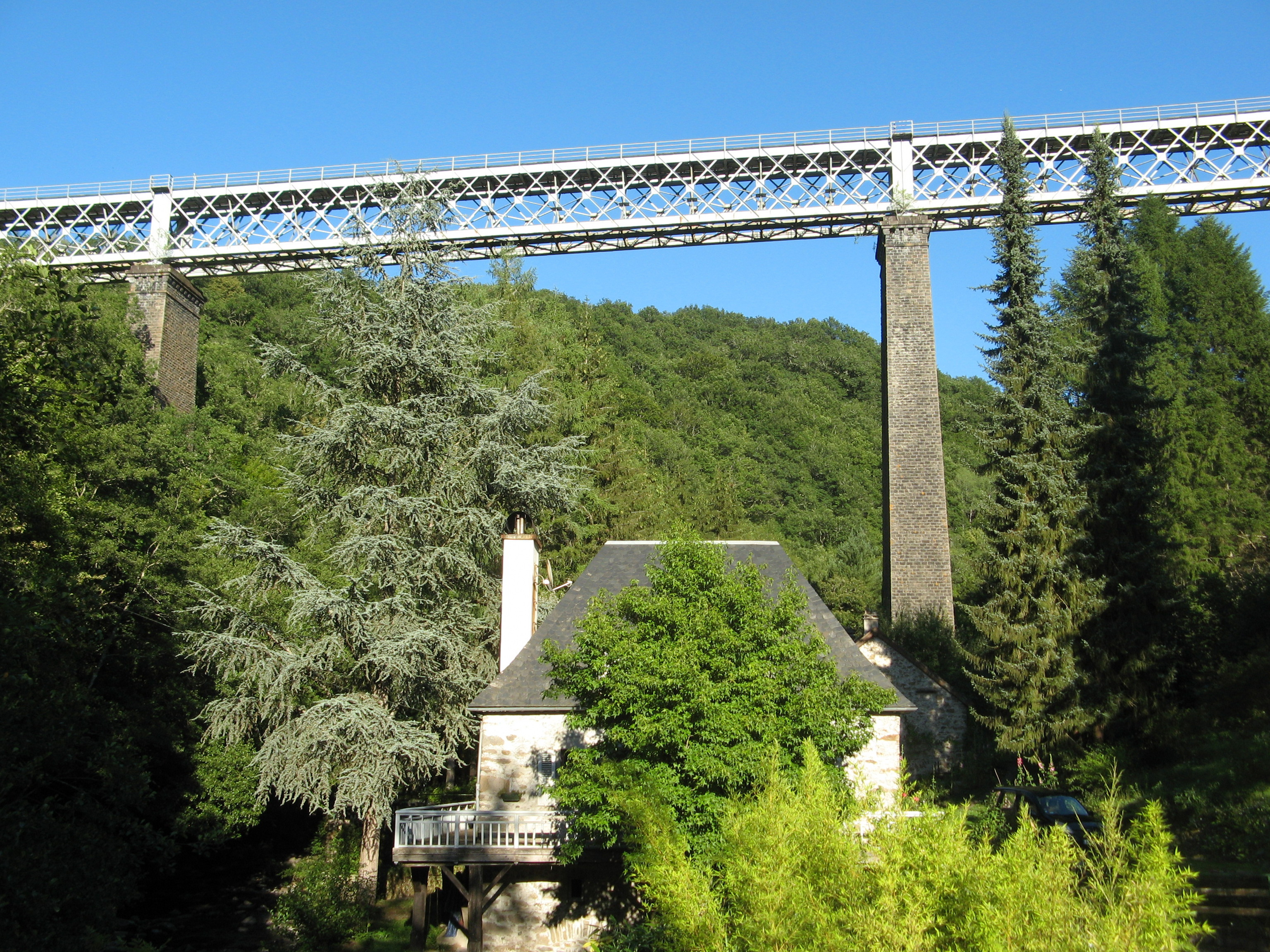
Viaduc du Mars.
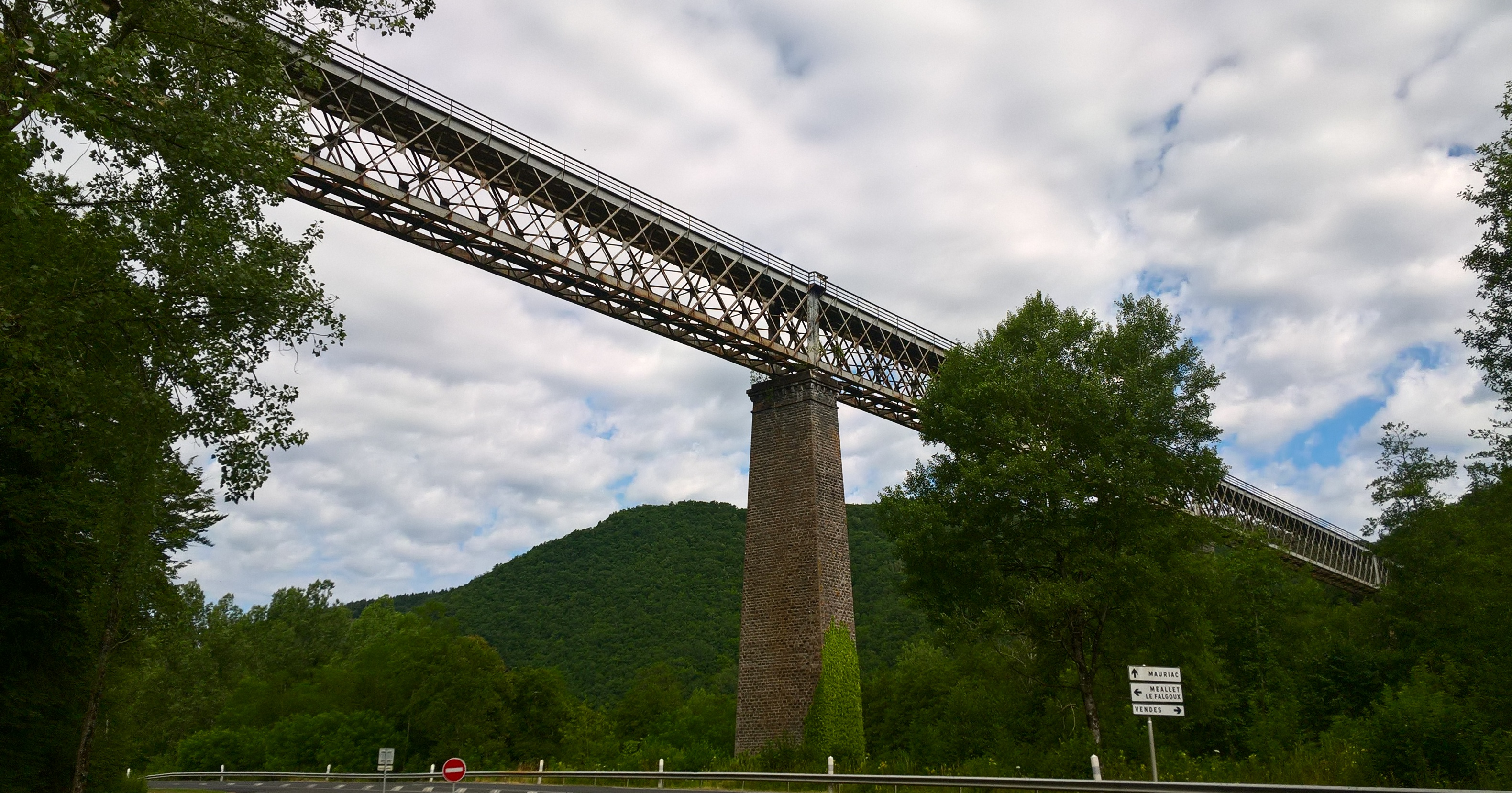
Viaduc de la Sumène.

### Personnalités liées à la commune
- Nicole Pradain (1924-2005), magistrate française.